# Hylopetes sipora
Hylopetes sipora (Летяга сіпорська) — вид гризунів родини вивіркових (Sciuridae).

## Поширення
Сіпорска летяга (Hylopetes
sipora) ендемік Індонезії. Зустрічається тільки на острові Сіпура в архіпелазі Ментавай на захід від острова Суматра. Мешкає в незайманих низинних субтропічних і тропічних лісах.

## Збереження
Вид погано вивчений, необхідні
подальші дослідження поширення, чисельності та
екологічних зв'язків. Виду
загрожує небезпека зникнення через втрату місць проживання внаслідок вирубки лісів для
виробництва пиломатеріалів, дров та звільнення земель під сільське господарство. Точний розмір популяції не встановлений, чисельність постійно знижується. Занесений в Червону книгу МСОП. Площа проживання становить менше 845 квадратних кілометрів.